# O.k. (película)
o.k. es una película bélica alemana escrita y dirigida por Michael Verhoeven estrenada en 1970. Fue elegida por la academia alemana para representar a este país en la 43.ª edición de los Premios Óscar aunque no fue escogida para la nominación. El film también entró en la competición oficial del Festival de Berlin de 1970 aunque su proyección (y la polémica que suscitó) fue la causante de la cancelación del certamen de ese año.

## Argumento
Durante la Guerra de Vietnam, cuatro hombres de una patrulla del ejército de los Estados Unidos capturan a una joven vietnamita a la que torturan y matan. Sólo un soldado se niega a participar en él y denuncia este incidente a su superior, que lo descarta como un simple incidente de guerra. Como consecuencia de su informe, el soldado tiene que temer por su vida. Más tarde, los perpetradores son condenados, aunque las apelaciones posteriores reducen significativamente sus sentencias.

## Reparto
- Gustl Bayrhammer - Capitán Vorst
- Hartmut Becker - Ralph Clarke
- Senta Berger - Ella misma
- Hanna Burgwitz - Josefine
- Rolf Castell - Reilly
- Wolfgang Fischer - Rafe
- Eva Mattes - Phan Ti Mao
- Ewald Precht - Soldado Diaz
- Vera Rheingold
- Peter van Anft
- Michael Verhoeven - Sven
- Friedrich von Thun - Sargento Tony Meserve
- Rolf Zacher - Rowan

## Producción
La trama tiene lugar en un bosque bávaro y recrea el Incidente en la Colina 192 de 1966 durante la Guerra de Vietnam. Los soldados visten uniformes estadounidenses, tienen nombres auténticos, pero hablan con un pronunciado acento bávaro, una decisión consciente conocida como el efecto de distanciamiento.

## Polémica en el Festival de Berlín
Durante el pase de la película en el 'Festival Internacional de Cine de Berlín de 1970, la película fue interrumpida. El jurado, presidido por el director estadounidense George Stevens, decidió por 7 votos a favor y dos en contra para exigir al director de la Berlinale Alfred Bauer, que estaba presente en la proyección, sacar la película de la competición. El jurado justificó su decisión citando una directriz de la FIAPF (Federación Internacional de Asociaciones de Productores Cinematográficos) que decía: "Todos los festivales de cine deben contribuir a un mejor entendimiento entre las naciones". Stevens, que había servido durante la Segunda Guerra Mundial, afirmó que la película era antiamericana. Un miembro del jurado Dušan Makavejev protestó en contra esta medida y mostró su apoyo al director Michael Verhoeven y el productor Rob Houwer. Bauer citó el estatus de la Berlinale como un festival "A", lo que significaba que una película aceptada no podía ser excluida de la competición. A esto le siguieron altercados entre la dirección de la Berlinale y Stevens, y entre la prensa berlinesa e internacional. Durante una conferencia de prensa, Verhoeven defendió su película afirmando en estos términos: "No he hecho una película antiamericana. Si yo fuera estadounidense, incluso diría que mi película es pro-estadounidense. La mayor parte del pueblo estadounidense hoy está en contra de la guerra de Vietnam". Otros directores que participaban en el festival retiraron sus películas en señal de protesta. El jurado fue acusado de censura y finalmente disuelto, por lo que no se otorgaron premios y se suspendió el concurso.